# Zempin
Zempin település Németországban, Mecklenburg-Elő-Pomeránia tartományban. Lakosainak száma 951 fő (2023. december 31.).

## Népesség
A település népességének változása:
| Lakosok száma | 906  | 921  | 958  | 961  | 951  |
|               | 2017 | 2019 | 2021 | 2022 | 2023 |